# Доланлар
Доланлар (азерб. Dolanlar) — село у Ходжавендському районі Азербайджану.

## Пам'ятки
В селі розташована церква «Хангац єхці» IX-X століття, кладовище IX-XV століття та хачкар XII-XIII століття.
23 жовтня 2020 року звільнене Національною армією Азербайджану внаслідок відновлених бойових дій у Карабасі.